# Fango

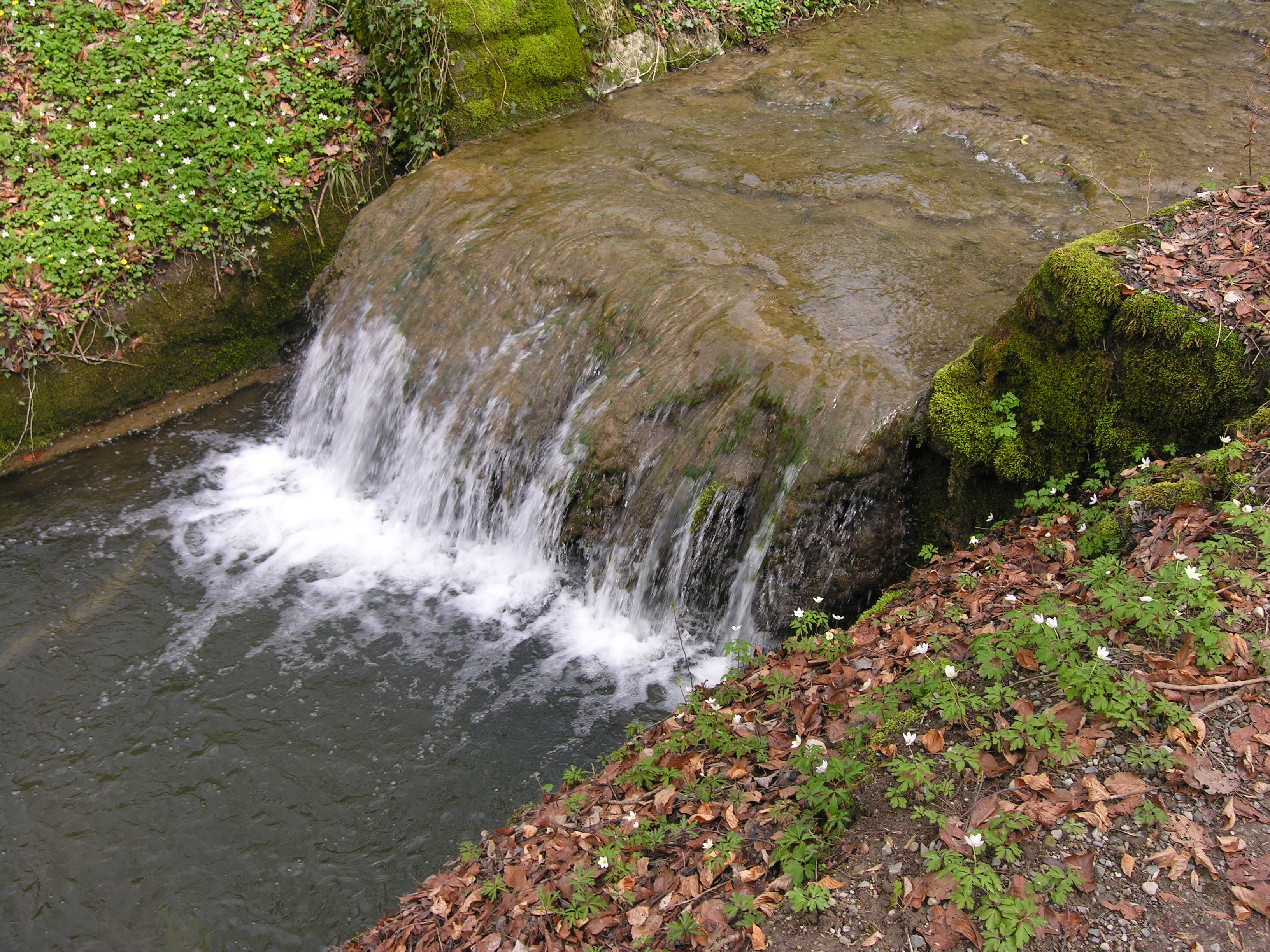
Sedimentos debidos a ingeniería que reducen la velocidad del flujo de agua, por lo que la corriente no puede transportar mucho fango.

Fango es, en general, cualquier tipo de «lodo glutinoso que se forma generalmente con los sedimentos térreos en los sitios donde hay agua detenida». A partir de esta definición nace el significado técnico de «lodo o sedimento acuoso en el que se concentran los sólidos sedimentados o decantados de un agua bruta o bien de un reactor biológico», en una estación depuradora de aguas residuales (EDAR), bien doméstica o industrial.
Los fangos primarios proceden de la decantación directa del agua bruta, mientras que los secundarios proceden de la sedimentación del llamado licor, mezcla del reactor biológico, y están compuestos en gran parte por células depuradoras.

## Producción y características de los fangos en una EDAR
Los fangos, tanto primarios como secundarios, tienen un contenido en agua superior al 95% y son putrescibles, por lo que los objetivos de su tratamiento son:
- Reducir su volumen mediante la eliminación de agua.
- Estabilizarlos para su posterior digestión.
- Conseguir su manejabilidad y transportabilidad.

Estos tres objetivos se corresponden, respectivamente, con el espesamiento, la estabilización y la deshidratación.

## Tipos de fangos

### Fangos primarios
Su cantidad depende del tipo de agua residual, aunque orientativamente suponen el 50% del total de fangos de la EDAR. En la decantación primaria simple:
C en kg/día = Q•SS R 10-5
Q es el caudal de agua bruta en m3/día, SS son los g/m3 de sólidos en suspensión en esa agua, y R es el coeficiente de reducción en los decantadores primarios, que se sitúa alrededor del 60-70%.
Los fangos de tratamiento físico-químico se producen en mayor cantidad, por el mayor rendimiento de eliminación y por el aumento de volumen debido a los hidróxidos metálicos.

### Fangos secundarios
Su cantidad depende de la edad del fango y la carga másica, así como del tipo de agua (componente industrial), la nitrificación y la temperatura.
Existen las fórmulas de Huisken, Eckenfelder y Metcalf-Eddy.

## Características del fango

### Físicas
El fango se caracteriza por su densidad, concentración de sólidos, viscosidad y sedimentabilidad. La concentración de sólidos totales se determina por secado a 105 °C, y la de los suspendidos por filtración. Cabe distinguir los fijos de los volátiles. En cuanto a la sedimentabilidad, se ensaya en un cono Imhoff de 1 litro durante media hora. En el caso de fangos secundarios, tenemos el IVF (Índice Volumétrico de fangos), que informa sobre el posible esponjamiento.
Finalmente, se puede calcular la resistencia específica a la filtración (torta).

### Químicas
Poder calorífico, estimado por fórmulas empíricas.

### Biológicas
Tipos de microorganismos y su toxicidad. En los fangos primarios están presentes todos los posibles patógenos humanos o animales del agua residual, mientras que en los fangos activados hay una fauna modificada, fundamentalmente bacteriana, pero que al aumentar la edad de los fangos se va enriqueciendo en protozoos y rotíferos. Este fango secundario contiene muchos menos patógenos. Finalmente, los fangos anaerobios tienen pocos patógenos.